# Retranca
Retranca é um termo náutico que designa a verga inferior, presa a ré do mastro a 90° no sentido proa-popa e que serve de suporte à esteira da vela grande. Pode ser em madeira, metal (sobretudo alumínio) ou fibra de carbono. Um dos lados da retranca apoia-se no mastro e ao outro fixa-se o punho da escota.
Quando feita em madeira a retranca é maciça e pode ter perfil redondo, oval, quadrado ou retangular. Feita em alumínio é geralmente oca e seu perfil pode assumir formas diversas, do retangular (com bordas arredondadas) ao oval.
Juntamente com o mastro, a retranca é uma das duas principais peças da mastreação e é a parte móvel que determina a orientação da vela.
Em embarcações pequenas, a retranca situa-se num ponto baixo, oferecendo perigo ao(s) velejador(es) quando atirada com violência de um lado ao outro pelas fortes rajadas de vento ou por mudança de bordo. 

## Legenda

Retranca

Os números correspondem aos da imagem junta:
- 1 — Retranca
- 2 — Mastro
- 3- — Garlindéu
- 4 — Vela
- 5 — Amantilho
- 6 — Punho da escota
- 7 — Escota de retranca
- 8 — Burro
- 9 — Cunningham